# Smętowo Leśne
Smętowo Leśne [smɛnˈtɔvɔ ˈlɛɕnɛ] es un pueblo en el distrito administrativo de Gmina Kartuzy, dentro del Condado de Kartuzy, Voivodato de Pomerania, en Polonia del norte. Se encuentra aproximadamente a 6 kilómetros al suroeste de Kartuzy y a 33 kilómetros al oeste de la capital regional Gdansk.
Para detalles de la historia de la región, véase Historia de Pomerania.